# Hollister Co.

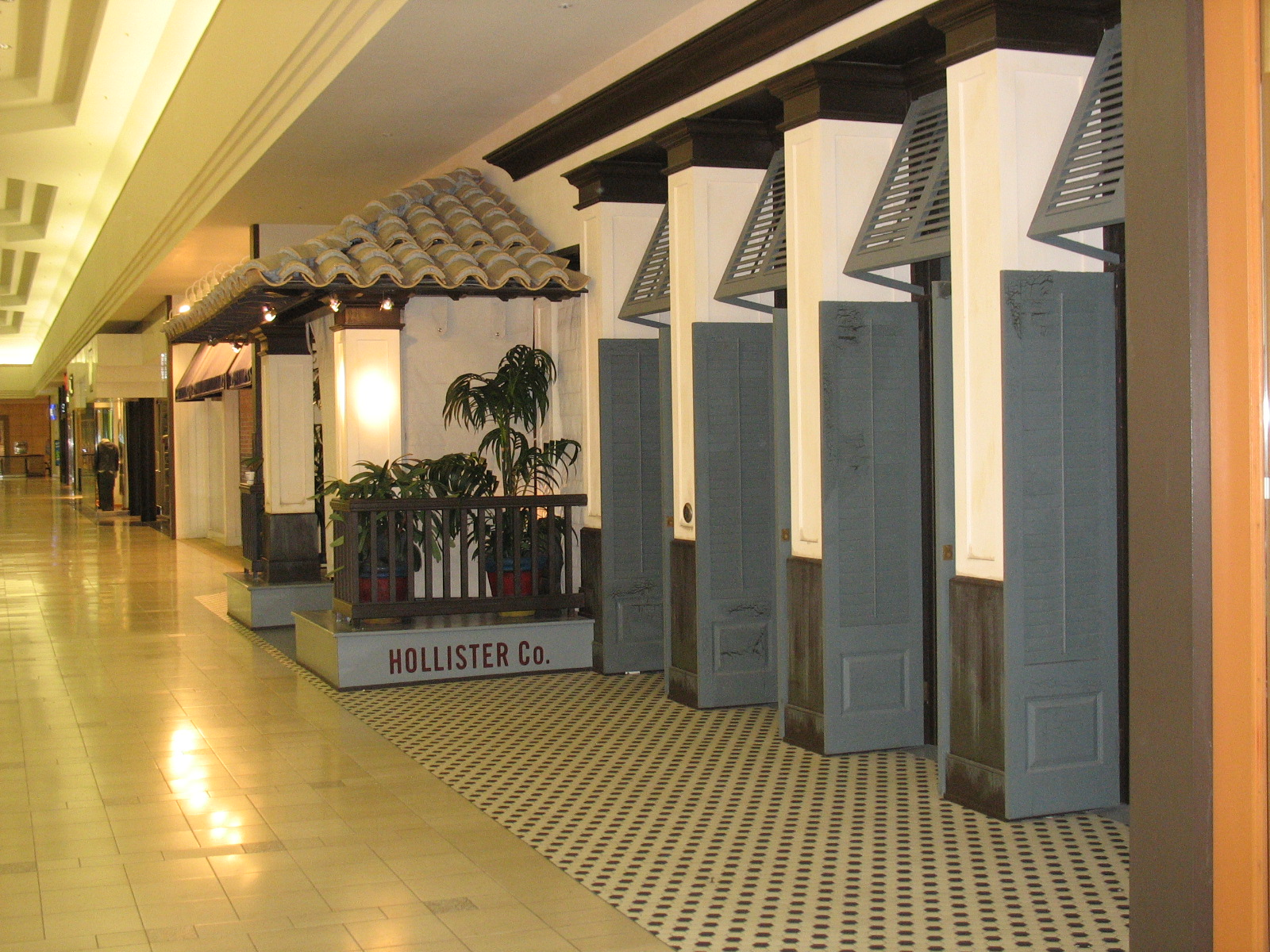
De buitenkant van een typische Hollister-winkel in een winkelcentrum.

Hollister Co., vaak geadverteerd als Hollister, is een Amerikaans kleding-, parfum- en cosmeticamerk van Abercrombie & Fitch (A&F). 
Hollister richt zich op tieners met lagere prijzen dan van hoofdmerk Abercrombie & Fitch. Sinds 2001 biedt Hollister ook parfums en luchtverfrissers en in 2008 kwamen daar lichaamsverzorgingsproducten bij. De casual kleren van Hollister zijn geïnspireerd door het imago van Zuid-Californië. Het merk werd in 2000 opgericht en is samen met Abercrombie kids en Gilly Hicks een van de drie merken die door de makers van A&F in het leven zijn geroepen. Terwijl A&F een eland als logo heeft, is dat voor Hollister een meeuw.
De winkels van Hollister, zelfs in overdekte winkelcentra, zijn ingericht om op vintage strandhutten te lijken. Daardoor vallen de winkels steeds op. Binnen zijn de winkels vaak donker en wordt er een eclectische mix van luide alternatieve rock en dansbare popmuziek gespeeld.